# جامعة العلوم والتقانة (السودان)
جامعة العلوم والتقانة هي من أولى الجامعات في السودان التي تعمل في المجالات التقنية حيث تحتل علوم الحاسوب المختلفة المرتبة الأولى في الجامعة.
أُنشأت جامعة العلوم والتقانة في عام 1995 في منطقة الملازمين بأم درمان وهي مؤسسة أهلية غير ربحية بداية أنشأت كليات تقنية المعلومات وعلوم الحاسوب وهندسة الحاسوب والتي أصبحت فيما بعد (الهندسة الإلكترونية والكهربائية) ومن ثم أنشأت كليتي المختبرات والطب، ومن بعدهما كلية طب الأسنان، ولاحقاً أضيفت كليات الصيدلة وهندسة العمارة والعمران والهندسة الكيميائية والهندسة المدنية وكلية العلوم الإدارية وكلية علوم التمريض.
على الرغم من أن جميع الكليات كانت في مجمع الملازمين إلا أنها في بعد توزعت على 4 مجمعات بمساحة كلية 200,000 متر مربع.

## مجمعات جامعة العلوم والتقانة
- المجمع الهندسي  (أم درمــان شارع الشنقيطي)
- المجمع الطبــي (أم درمــان شارع الثورة النص)
- مجمــع العلوم الادارية والمحاسبة (أم درمــان شارع الوادي)
- مجمــع علوم الحاسوب (أم درمــان شارع الشنقيطي، جوار المجمع الهندسي)

## مجمع الشنقيطي
في شارع الشنقيطي، منطقة الثورة، الحارة الأولى، ويضم كل البرامج الهندسية الهندسية.

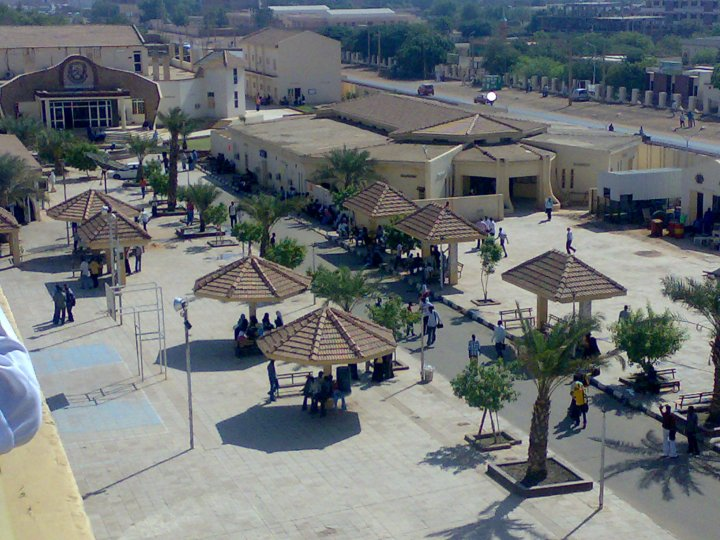
مجمع الشنقيطي

## مجمع النص
في شارع النص في الثورة ،ويضم كل التخصصات الطبية في الجامعة، ويحتوي أيضا على مستشفى الاسنان الجامعي الخاص بكلية طب الأسنان.

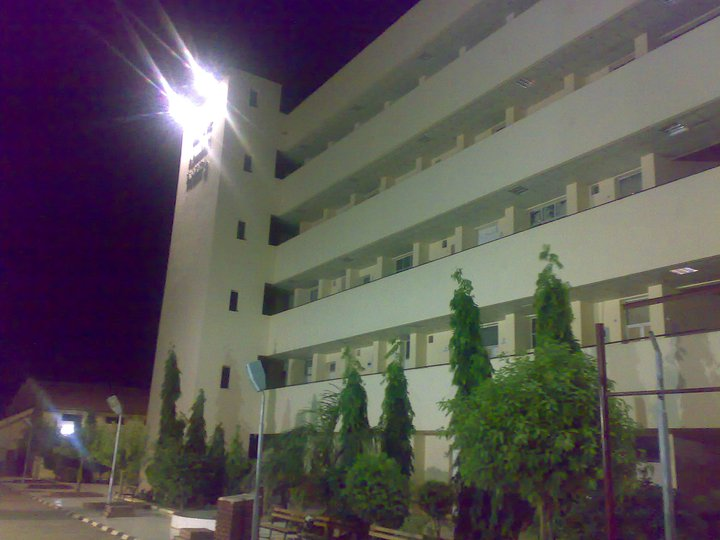
مجمع النص

## مجمع الحارة الثالثة
و يحتوي الكليات التي كانت سابقا لا تزال في مجمع الملازمين بعد انتقال التخصصات الهندسية والطبية منها مثل كلية العلوم الإدارية والمحاسبة وهو الأحدث من بين المجمعات الثلاثة

## الكليات
تمنح جامعة العلوم والتقانة بأمدرمان شهادة البكالوريوس في التختصاصات التالية:
- الهندسة الإلكترونية والكهربائية
- الهندسة في المعدات الطبية
- هندسة العمارة والعمران
- الهندسة المدنية
- الهندسة الكيميائية
- هندسة البرمجيات
- علوم الحاسوب
- تقنية المعلومات
- نظم معلومات
- تكنولوجبا الاتصالات والمعلومات
- الصيدلة
- المختبرات الطبية
- الطب
- طب الأسنان
- العلوم الإدارية

كما تمنح شهادة الدبلوم في الاختصاصات التالية:
- تقنية المعلومات
- الشبكات.

## المراكز والمنتديات
لجامعة العلوم والتقانة عدد من المراكز البحثية والتدريبة، وتقيم عدد من المنتديات بصفة دورية. هذه المنتديات والمراكز تقوم بخدمة المجتمع والبحث العلمي على عدة اصعدة. من ابرز المنتديات والمراكز بجامعة العلوم والتقانة:
- منتدى التقانة العلمي
- مركز الأنسجة والخلايا المريضة
- مركز التقانة لأبحاث الأيدز
- مركز التقانة لأبحاث الملاريا
- مركز التعليم الطبي المستمر
- مركز التقانات الزراعية الحديثة
- مركز التقانة للمعلومات
- مركز خدمات اللغة الإنجليزية
- مركز التقانة لتطوير أداء الهيئة التدريسية
- مركز التعليم الإلكتروني والتعلم عن بعد
- مركز دراسات السكان والتنمية
- مركز الدراسات الامدرمانية
- مركز البرير الثقافي
- مركز الدكتور المعتز البرير لريادة الأعمال

## المستشفيات التعليمية
- مستشفى البلك التخصصي للأطفال
- مستشفى النو التخصصي
- مستشفى التقانة التعليمي الخيري للأسنان
- المستشفى السعودي لأمراض النساء والتوليد
- مستشفى رويال كير العالمية Royal Care International

## احصائية بعدد الطلاب والخريجين
عدد الطلاب المسجلين بالجامعة  17,000 طالب. 
عدد الخريجين قد فاق ال 70,000 خريج.

## وصلات خارجية
- موقع الجامعة